# UFC on ESPN: Poirier vs. Hooker
UFC on ESPN: Poirier vs. Hooker（ユーエフシー・オン・イーエスピーエヌ：ポイエー・バーサス・フッカー、別名UFC on ESPN 12）は、アメリカ合衆国の総合格闘技団体「UFC」の大会の一つ。2020年6月27日、ネバダ州ラスベガスのUFC APEXで開催された。

## 大会概要
本大会ではダスティン・ポイエーとダン・フッカーのライト級戦が組まれた。

## 試合結果

### プレリミナリーカード
第1試合 フェザー級 5分3R
○  ユーセフ・ザラル vs.  ジョーダン・グリフィン ×
3R終了 判定3-0（29–28、29–28、29–28）
第2試合 女子ストロー級 5分3R
○  ケイ・ハンセン vs.  ジン・ユウ・フライ ×
3R 2:26 腕ひしぎ十字固め
第3試合 ヘビー級 5分3R
○  タナー・ボーザー vs.  フェリペ・リンス ×
1R 2:41 KO（右フック→パウンド）
第4試合 ライト級 5分3R
○  カーマ・ワーシー vs.  ルイス・ペーニャ ×
3R 2:53 ギロチンチョーク

### メインカード
第5試合 150ポンド契約 5分3R
○  ジュリアン・エローサ vs.  ショーン・ウッドソン ×
3R 2:44 ダースチョーク
第6試合 ウェルター級 5分3R
○  佐藤天 vs.  ジェイソン・ウィット ×
1R 0:48 TKO（左ストレート→パウンド）
第7試合 ミドル級 5分3R
○  ブレンダン・アレン vs.  カイル・ドーカス ×
3R終了 判定3-0（29–28、29–27、30-27）
第8試合 ヘビー級 5分3R
○  モーリス・グリーン vs.  ジアン・ヴィランテ ×
3R 3:44 肩固め
第9試合 ウェルター級 5分3R
○  マイク・ペリー vs.  ミッキー・ガル ×
3R終了 判定3-0（29–28、29–28、29–28）
第10試合 ライト級 5分5R
○  ダスティン・ポイエー vs.  ダン・フッカー ×
5R終了 判定3-0（48–47、48–47、48–46）

### 各賞
ファイト・オブ・ザ・ナイト： ダスティン・ポイエー vs. ダン・フッカー
パフォーマンス・オブ・ザ・ナイト：ジュリアン・エローサ、ケイ・ハンセン
各選手にはボーナスとして5万ドルが授与された。

### カード変更
負傷などによるカードの変更は以下の通り。